# Natal'ja Aleksandrovna Kurakina
Principessa Natal'ja Aleksandrovna Kurakina, (in russo: Наталья Александровна Куракина) (20 aprile 1737 – Vilnius, 5 dicembre 1798), è stata una nobildonna russa.

## Biografia
Era la settimogenita del generale in capo il principe Aleksandr Borisovič Kurakin e di Aleksandra Ivanovna Panina. La sua educazione, come quella delle sue sorelle, era sotto la guida severa di sua madre.
Sposò, il 20 gennaio 1754, il principe Nikolaj Vasil'evič Repnin. Il matrimonio fu molto felice, era una madre e moglie devota. Con la nomina di suo marito, nel 1792, a governatore generale di Vilnius, Hrodna, Livonia ed Estonia, Natalia si trasferì a Hrodna, dove si trovava in quel momento il re Stanislao Augusto.
Ebbero quattro figli:
- Praskov'ja Nikolaevna (1756-1784), sposò Fëdor Nikolaevič Golicyn, non ebbero figli;
- Aleksandra Nikolaevna (1757-1834), sposò Grigorij Semënovič Volkonskij, ebbero sei figli;
- Ivan Nikolaevič (1765-1774);
- Dar'ja Nikolaevna (1769-1812), sposò il barone August Karlovič von Kalenberg (? -1880).

Morì il 5 dicembre 1798. Nel 1812 la sua tomba fu saccheggiata dalle truppe francesi.